# روبرت سينجر (منتج)

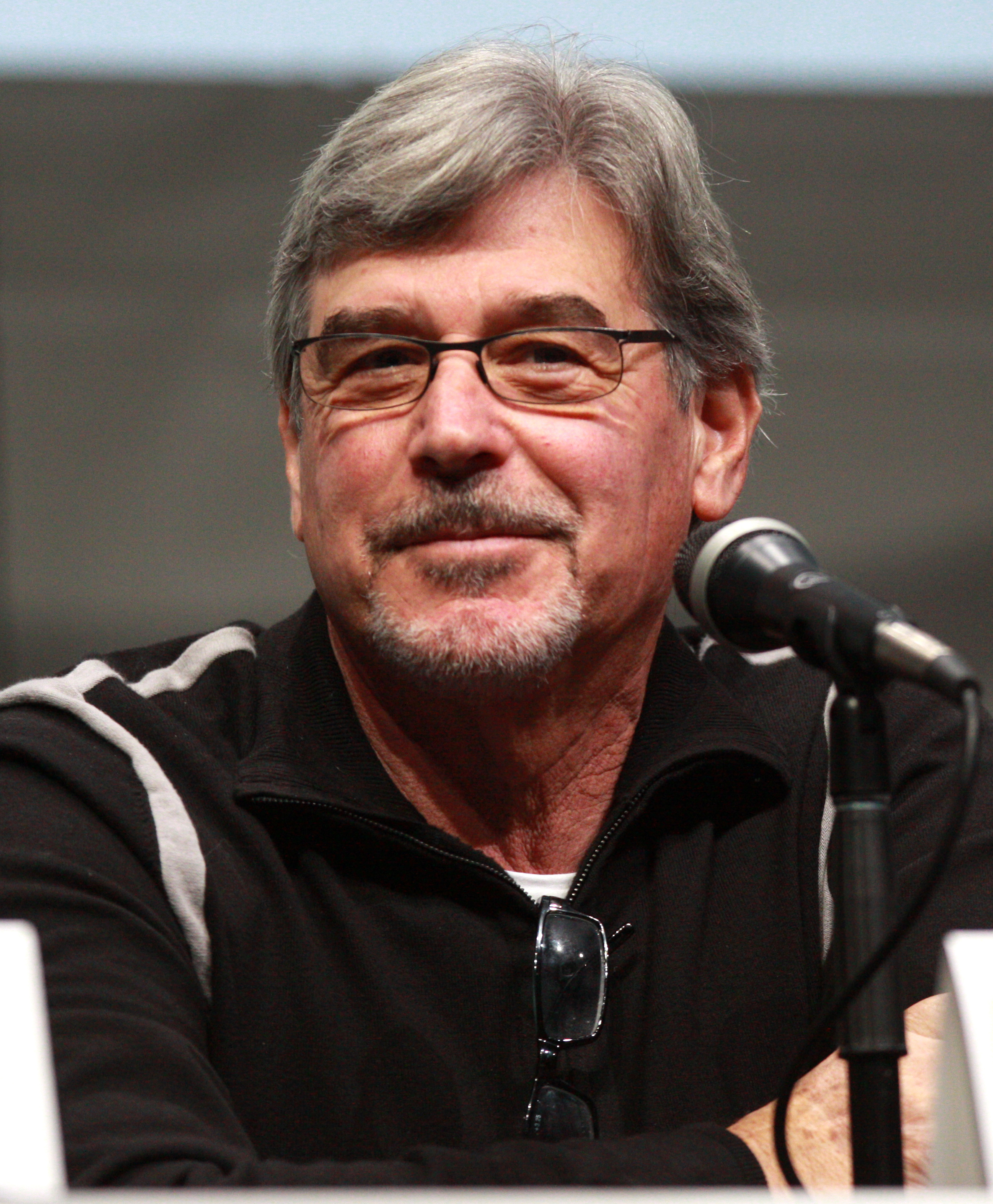
روبرت سينجر في 2013 San Diego Comic Con International في سان دييغو ، كاليفورنيا.

روبرت سينجر (من مواليد 3 ديسمبر) هو منتج ومخرج وكاتب تلفزيوني أمريكي. وهو معروف بعمله في خارق للطبيعة حيث يعمل كمنتج تنفيذي ومخرج وكاتب عرضي. سميت شخصية بوبي سينجر من بعده.   تظهر نسخة خيالية من المغني في حلقة الموسم السادس الخطأ الفرنسي الذي لعبه بريان دويل موراي . أنشأ سينجر أيضًا سلسلة Reasonable Doubts وعمل كمنتج ومخرج في العديد من المسلسلات التلفزيونية، بما في ذلك Lois &amp; Clark: The New Adventures of Superman . كما عمل كمنتج لأفلام كوجو و Burnt Offerings . شركة الإنتاج الخاصة به هي 3 ديسمبر للإنتاج، والتي سميت بعد تاريخ ميلاده. 

## وصلات خارجية
- روبرت سينجر في قاعدة بيانات الأفلام على الإنترنت